# 住房权
住房权是可以居住在適當住宅的权利，屬於经济、社会和文化权利，受到許多國際機構的認可，也列在《世界人權宣言》及《經濟、社會及文化權利國際公約》中。

## 定義

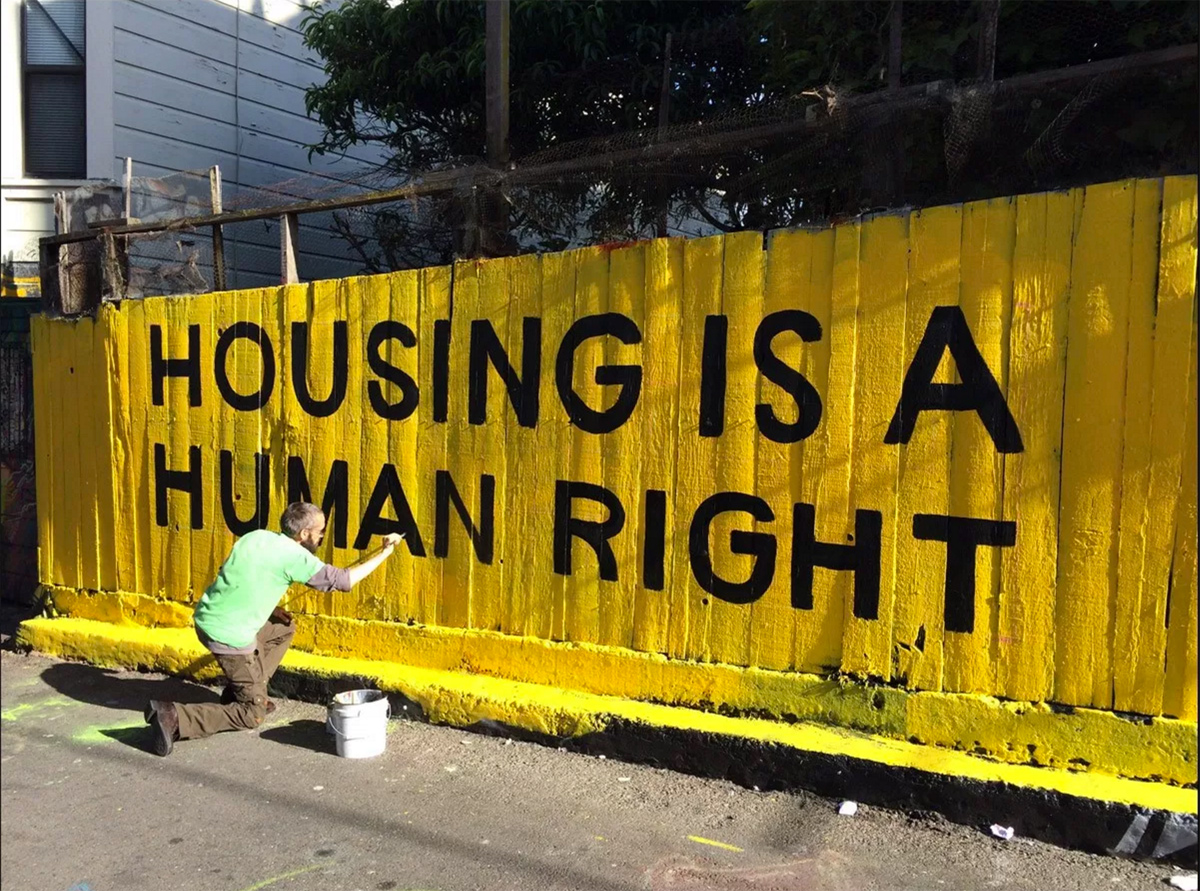
“住房是一项人权”标语

住房权受到許多國際人權文書的認可。《世界人權宣言》的第25條將住房权列為「最低生活保障權」中的一部份，內容如下：
：
|  | 人人有权享受为维持他本人和家属的健康和福利所需的生活水准，包括食物、衣着、住房、医疗和必要的社会服务；在遭到失业、疾病、残废、守寡、衰老或在其他不能控制的情况下丧失谋生能力时，有权享受保障。 |

《經濟、社會及文化權利國際公約》（ICESCR）的第11條第一款也將住房权視為「最低生活保障權」中的一部份
在國際人權法中，住房权是項獨立的權利，聯合國經濟、社會及文化權利委員會1991年會議一般結論的第4點也加以澄清。通用的說明以國際法的用語提供為住房权提供權威性的詮釋。
日惹原则應用国际人权法中有關性取向 及性別認同的內容，認為(affirm)「每個人都有住房的權利，保障不致有無故租房收回或歧視的情形，政府需a) 採取一切必要的法律措施、管理措施及其他評量措施，以確保住屋的安全，而且使民眾有可以負擔、可以居住、易於取得、符合文化的需求而且安全的住屋，包括簡易居所及其他緊急避難設施，不會因為性取向、性別認同、財物或是家庭狀態而被歧視　b) 採取一切必要的法律措施、管理措施及其他評量措施以禁止不符合國際人權規定的租房收回情形，若有人提出他被迫拆遷，或是受到威脅要求拆遷，政府需提供適當及有效的保護措施，包括重新安置的權利，也包括以其他土地上相近或較好的房屋來取代的權力，而且不會因此受到歧視」。 
住房权也體現在《身心障礙者權利公約》的第28條、欧洲社会宪章的第16條（修正版欧洲社会宪章的第31條），在非洲人权宪章中也包括了住房权。依照《經濟、社會及文化權利國際公約》，住房權包括：使用權的法律保障、服務可以使用、住房的材料、設備及基础设施、價格可以負擔、适用居住、容易取得、位置及文化上可以選擇。羅斯福總統在1944年第二权利法案的演說中也將住房權視為政治訴求之一。

## 聯合國人居署
住房权是1996年在伊斯坦堡舉行人类居住會議中的主要議程，也是人类居住议程:伊斯坦堡宣言（Istanbul Agreement and Habitat Agenda）中的一項主題。议程的61項確認了政府為「促進、保護及確保住房权充份且逐步的實現」所需的步驟。2001年的人类居住會議，也稱為「伊斯坦布尔+5」，再度確認了人类居住议程:伊斯坦堡宣言，並且建立了簡稱UN–HABITAT的聯合國人居署，和聯合國人權事務高級專員辦事處一起合作推動住房权。聯合國人居署是國際上在住房权上最重要的國際論壇。其任務是透過宣傳來促進住房权，並且發展指標及監控的系統。

## 實施

### 南非
南非憲法的第二章有提到「每個人都有居住在適當住宅的權利」。南非政府的人民居住部就是為實現此一使命而設置。

## 外部連結
- Special Rapporteur on adequate housing as a component of the right to an adequate standard of living（页面存档备份，存于）, UN
  - Report to UN HRC, 2008. A/HRC/7/16
  - REport to UN HRC, 2009. A/HRC/13/20（页面存档备份，存于）
- International standards of the right to housing
- Housing Rights Legislation: Review of International and National Legal Instruments（页面存档备份，存于）
- CESCR General comments:
  - The right to adequate housing (Art.11 (1)). CESCR General comment 4（页面存档备份，存于）, 1991
  - The right to adequate housing (Art.11.1): forced evictions. CESCR General comment 7（页面存档备份，存于）, 1997
- Factsheet on right to housing（页面存档备份，存于）, UN
- CoE Commissioner for Human Rights: 
  - Recommendation on the implementation of the right to housing（页面存档备份，存于）, 2009
  - Housing Rights: The Duty to Ensure Housing for All（页面存档备份，存于）, 2008
  - “No one should have to be homeless – adequate housing is a right”, 2007
- Interpretation and application of Article 31 of RESC（页面存档备份，存于）//Digest of the Case Law of the European Committee on Social Rights, 2008 — pp. 169–173, 349—355
- Right to Housing Geneva: CETIM, 2007.